# Beidou, Taishan
Beidou (kinesiska: 北陡) är en köping i sydöstra Kina. Den ligger i Taishan i staden Jiangmen i provinsen Guangdong, omkring 170 kilometer sydväst om provinshuvudstaden Guangzhou. Antalet invånare är 28 091. Befolkningen består av 13 306 kvinnor och 14 785 män. Barn under 15 år utgör 14,0 %, vuxna 15-64 år 71 %, och äldre över 65 år 13,0 %.